# Yury Rybak
Pour les articles homonymes, voir Rybak.
Yury Rybak ou Jury Rybak, né le 6 mars 1979, est un judoka biélorusse évoluant en toutes catégories ou en plus de 100 kg (poids lourds). 
Médaillé de bronze européen en 2003, Rybak participe à ses premiers Jeux olympiques en 2004 à Athènes. Lors de la compétition, il est éliminé en quarts-de-finale par le futur champion olympique, le Japonais Keiji Suzuki. L'année suivante, il obtient son premier podium mondial en prenant la troisième place en toutes catégories. Il confirme deux ans plus tard en décrochant la médaille d'argent battu en finale par un autre judoka nippon, Yasuyuki Muneta.

## Palmarès en judo

### Championnats du monde
- Championnats du monde 2005 au Caire (Égypte) :
  -  Médaille de bronze en toutes catégories.
  - 5e dans la catégorie des moins de 100 kg (poids mi-lourds).
- Championnats du monde 2007 à Rio de Janeiro (Brésil) :
  -  Médaille d'argent en toutes catégories.

### Championnats d'Europe
| Catégorie / Année           | 2003 | 2005 | 2007 |
| --------------------------- | ---- | ---- | ---- |
| moins de 100 kg (mi-lourds) | -    | 5e   | -    |
| plus de 100 kg (lourds)     | 3e   | -    | 7e   |

## Palmarès en sambo

### Championnats du monde
- Championnats du monde 2006 à Sofia (Bulgarie) :
  -  Médaille de bronze en plus de 100 kg.
- Championnats du monde 2007 à Prague (République tchèque) :
  -  Médaille d'or en plus de 100 kg.
- Championnats du monde 2008 à Saint-Pétersbourg (Russie) :
  -  Médaille d'argent en plus de 100 kg.
- Championnats du monde 2012 à Minsk (Biélorussie) :
  -  Médaille d'or en plus de 100 kg.

### Jeux européens
- Jeux européens 2019 à Minsk (Biélorussie) :
  -  Médaille d'argent en plus de 100 kg.